# 8º Jamboree mondiale dello scautismo
L'8º Jamboree mondiale dello scautismo si tenne a Niagara-on-the-Lake, Ontario in Canada dal 18 al 28 agosto 1955. Fu il primo jamboree a tenersi fuori dall'Europa e il primo ad essere ripreso da una troupe televisiva.